# Alexei Alexandrowitsch Alexejew
Alexei Alexandrowitsch Alexejew (russisch Алексей Александрович Алексеев, wiss. Transliteration Aleksej Aleksandrovič Alekseev; * 5. März 1965 in Moskau, Sowjetunion) ist ein russischer Handballtrainer, der zuvor als Handballspieler in der höchsten sowjetischen Spielklasse auflief.

## Karriere
Alexejew spielte zwischen 1981 und 1992 beim sowjetischen Verein SK Kunzewo. In diesem Zeitraum war ein vierter Platz in der sowjetischen Meisterschaft die beste Platzierung, die er mit dem Verein erreichte. Anschließend spielte der Kreisläufer bis zum Jahr 1997 im Ausland, wo er für mehrere Vereine in Deutschland, Luxemburg, Ungarn und Katar auf Torejagd ging.
Alexejew begann im Jahr 2001 seine Trainerkarriere beim russischen Verein KSK Lutsch Moskau, bei dem er im Jahr 2004 das Traineramt der Frauenmannschaft übernahm, die in der höchsten russischen Spielklasse antrat. Im Herbst 2016 übernahm er zusätzlich das Co-Traineramt der russischen Frauen-Nationalmannschaft. Im Jahr 2019 gab er das Traineramt von KSK Lutsch Moskau ab und übernahm den Ligakonkurrenten GK Lada Toljatti. Bei Lada Toljatti war er bis Januar 2022 als Trainer tätig.
Nachdem Nationaltrainer Ambros Martín während der Europameisterschaft 2020 entlassen wurde, betreute Alexejew beim Spiel um Platz fünf interimsweise die russische Mannschaft. Im Februar 2021 wurde er offiziell vom russischen Verband als neuer Nationaltrainer präsentiert. Unter seiner Leitung gewann die Mannschaft die Silbermedaille bei den Olympischen Spielen in Tokio. Ende August 2021 endete sein Vertrag beim russischen Verband.
Alexejew betreute ab der Saison 2022/23 den russischen Erstligisten GK Astrachanotschka. Im Februar 2024 verließ Alexejew den Verein und übernahm kurz darauf das Co-Traineramt von GK Kuban Krasnodar.